# Вимодроне
Вимодро̀не (на италиански: Vimodrone, на западноломбардски: Vimodrùn, Вимодрун) е град и община в Северна Италия, провинция Милано, регион Ломбардия. Разположен е на 128 m надморска височина. Населението на общината е 19 877 души (към 2010 г.).